# 采尔克韦尼亚克市镇

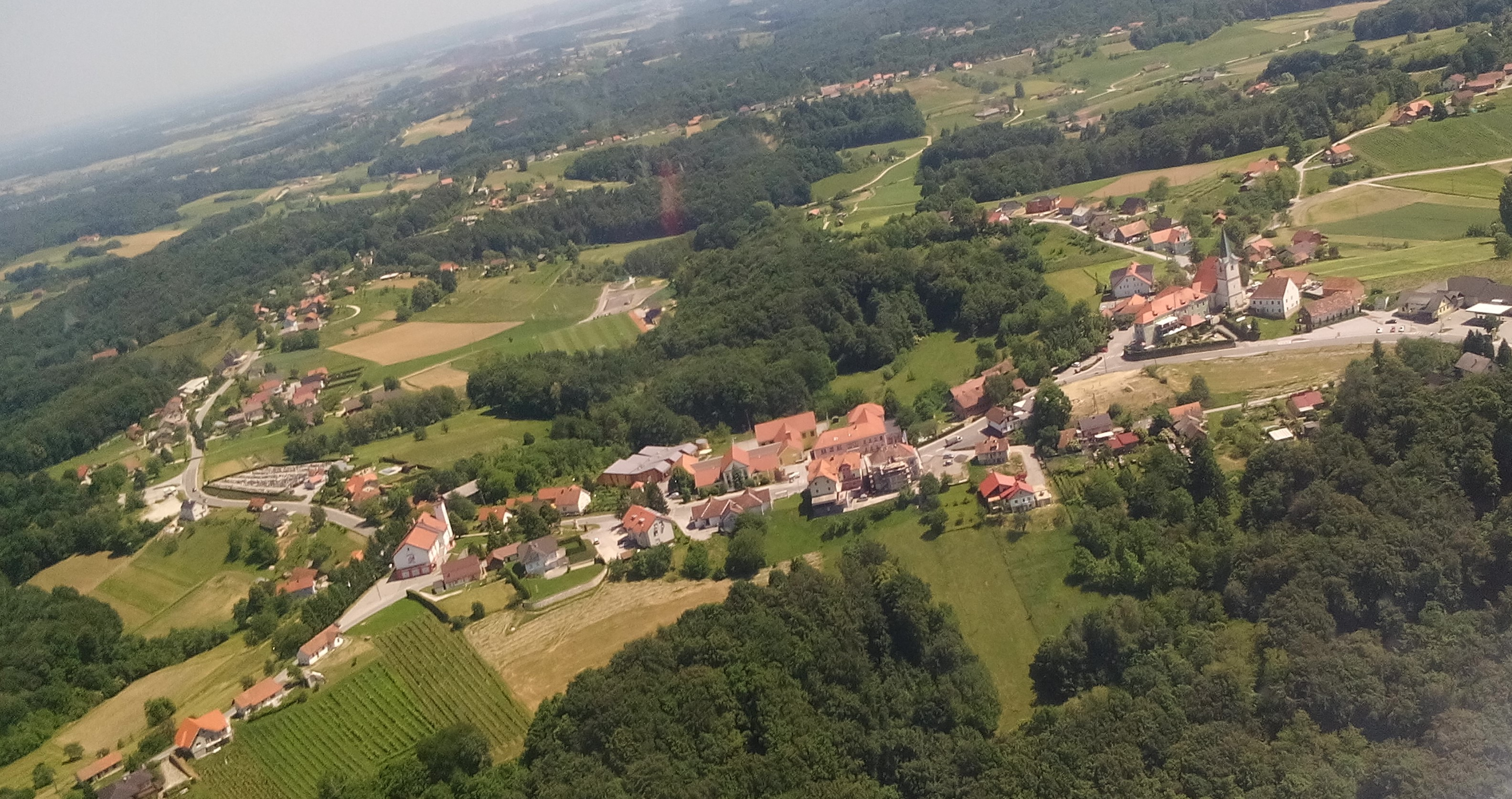
采尔克韦尼亚克

采尔克韦尼亚克市镇於斯洛維尼亞的位置

采尔克韦尼亚克市镇是斯洛文尼亞東北部的市镇，行政中心为采爾克韋尼亞克。市镇面積为23平方公里，2009年人口数量为2,037人，人口密度約89人/平方公里。

## 外部連結
- 官方网站  （斯洛文尼亚文）
- Municipality of Cerkvenjak at Geopedia （页面存档备份，存于）